# Zirconium(IV)-chlorid
Zirconium(IV)-chlorid ist ein Chlorid des Zirconiums. Es ist ein weißes Pulver, welches an Luft rasch hydrolysiert. Es ist eine wichtige Verbindung, die zur Herstellung von Zirconium sowie anderen Zirconiumverbindungen dient.

## Gewinnung und Darstellung
Zirconium(IV)-chlorid kann durch Carbochlorieren von Zirconiumdioxid gewonnen werden. Das Zirconiumoxid wird dazu mit Koks im Lichtbogen zu Zirconiumcarbonitrid (kohlenstoff- und stickstoffhaltiges Zirconium) und anschließend mit Chlor zu Zirconium(IV)-chlorid umgesetzt.
{\displaystyle \mathrm {ZrO_{2}\ +2\ C+2\ Cl_{2}\ {\xrightarrow {900^{\circ }C}}\ ZrCl_{4}+\ 2\ CO} }
Ebenfalls möglich ist die Darstellung durch Chlorierung von Zirconium mit Chlor bei 650 °C oder mit Blei(II)-chlorid bei 500 °C.
{\displaystyle \mathrm {Zr+2\ Cl_{2}\longrightarrow ZrCl_{4}} }
{\displaystyle \mathrm {Zr+2\ PbCl_{2}\longrightarrow ZrCl_{4}+2Pb} }
Eine weitere Möglichkeit ist die Darstellung durch Umsetzung des Oxides mit gasförmigem Kohlenstofftetrachlorid (in einem Stickstoffstrom) bei 450 °C bis 500 °C:
{\displaystyle {\ce {ZrO2 + 2 CCl4 -> ZrCl4 + 2 COCl2}}}

## Eigenschaften

### Physikalische Eigenschaften
Zirconium(IV)-chlorid besitzt eine Polymerstruktur wie Hafnium(IV)-chlorid HfCl4. Seine Standardbildungsenthalpie beträgt −980,52 kJ/mol, seine molare Standardentropie 181,41 JK−1mol−1 und seine Wärmekapazität 125,38 JK−1mol−1.

## Verwendung
Zirconium(IV)-chlorid wird verwendet:
- zur Herstellung von Zirconiumverbindungen wie Zirconylchlorid ZrOCl2 und Zirconium-organischen Komplexverbindungen
- als Katalysator bei Friedel-Crafts-Reaktionen und Polymerisationen von Olefinen und Epoxiden.
- als Zwischenprodukt bei der Gewinnung von metallischem Zirconium nach dem Kroll-Verfahren
- Bei der Wiederaufarbeitung von  abgebrannten Kernbrennstoff nach dem Halogen-Volatilitätsverfahren können die Zirconium-Hüllrohre chemisch durch Reaktion mit Chlor zu Zirconiumchlorid umgesetzt werden